# Juraj Tandler
Juraj Tandler (* 10. Juni 1934 in Tornaľa; † 11. Januar 2020 in Bratislava) war ein slowakischer Komponist, Dirigent und Musikpädagoge.

## Leben
Juraj Tandler besuchte das Gymnasium im südslowakischen Rimavská Sobota und erhielt seine musikalische Ausbildung in Bratislava, wo er am Konservatorium  Geige bei Viliam Kořinek lernte. Ab 1958 arbeitete er selbst als Geigenlehrer und Dirigent des Schulorchesters an der Kunstgrundschule in Bratislava. Erst verhältnismäßig spät wandte er sich dem Komponieren zu. 1972–1977 absolvierte er ein Studium in Komposition bei Miloslav Ištvan sowie Dirigieren an der Janáček-Akademie (JAMU) in Brünn. 1977–2014 unterrichtete Tandler Musiktheorie, Gehöranalyse und Komposition am Bratislavaer Konservatorium.

## Werke (Auswahl)

### Orchester
- Dievča a smrť (Das Mädchen und der Tod) nach einem Text von Maxim Gorki für Sprecher und großes Orchester (1976)
- Hry (Spiele) für großes Orchester (1975)
- Konzertante Musik für Klarinette und Kammerorchester (1977)[2]
- Suite für Streichorchester (1978)[3]
- Per orchestra (1983)[4]
- Musica festiva für Blasorchester (1992)

### Duos und Kammermusik
- Sechs Studien für Flöte, Klarinette und Fagott (1973)
- Streichquartett Nr. 1 (1974)
- Dialoge für Schlaginstrumente und Orgel (1974)
- Streichquartett Nr. 2 (1984)
- Streichquartett Nr. 3 (1997)
- Quartettino per clarinetti für Klarinettenquartett (2001)
- Sonatina a due movimenti für Violine und Klavier (2002)
- Kleine Suite für sechs Blasinstrumente (2005)
- Kaleidoskop für drei Flöten und Streichtrio (2010)

### Orgel solo
- Drei Präludien (1987)
- Adlibitky (Adlibits) (1991)
- Spln (Kaleidoskop) (Vollmond. Kaleidoskop) (2004)
- Všednôstky (Adlibitky Nr. 2) (Alltäglichkeiten. Adlibits Nr. 2) (2010)

### Andere Instrumente solo
- Suite für Klavier solo (1972)
- Suite für Violine solo (1973)
- Miniaturen für Gitarre solo (1981)
- Bagatellen für Gitarre solo (1981)
- Adagio und Allegro für Violoncello solo (1985)
- Präludium für Kontrabass solo (1991)
- Suite für Flöte solo (1994)
- Präludium und Tänze für Violine solo (2000)

### Gesang und Instrument(e)
- Nové prebudenie (Wiedererwachen). Kammerkantate nach einem Text von Rabindranath Tagore für Mezzosopran, Bariton, Sprecher und Kammerensemble (1973)
- Oriešky (Nüsse). Mädchenduette mit Flöte und Gitarre (1979)
- Čakanie na deň (Warten auf den Tag). Fünf Mädchenlieder mit Flöte, Violine und Violoncello (1983)
- Túženie po rose. (Sehnsucht nach dem Tau) Gesänge für Frauenstimme und Streichquartett (2009)
- Pieseň na staročínsky text „Kým more dvíha sa“ (Lied auf den altchinesischen Text „Während das Meer steigt“) für Frauenstimme und Jugendorchester (2011–2012)

Weiters zahlreiche weltliche und geistliche Chorwerke a cappella oder mit Instrumentalbegleitung sowie Werke für den Unterricht.

## CD-Diskographie (Auswahl)
- Suita, Prelúdium a tance – Milán Paľa (Violine) – auf: Milán Paľa. Violine solo 4 (Pavlík Records, CD 2012)[5]
- Kyrie, Offertorium und Agnus Dei aus Missa brevis – auf: Musica nova spiritualis (CD 2014)